# Franz Sondheimer
Franz Sondheimer FRS (17 de mayo de 1926 - 11 de febrero de 1981) fue un profesor de química israelí. En 1960, recibió el Premio Israel por sus contribuciones a la ciencia.

## Biografía
Franz Sondheimer nació en Stuttgart el 17 de mayo de 1926, segundo hijo de Max e Ida Sondheimer. Su padre dirigía el negocio familiar de fabricación de pegamento. Su hermano mayor, Ernst, era profesor de matemáticas en Westfield College. Con conexiones comerciales en Inglaterra, Max Sondheimer logró llevar a su familia a Londres en septiembre de 1937.
Sondheimer, que no sabía inglés, comenzó sus estudios en Inglaterra, primero en Southend y luego en Hailey School en Bournemouth. En 1940, habiendo aprobado Common Entry, asistió a la parte de Highgate School que quedaba en Londres, donde obtuvo el Certificado Escolar en nueve materias en 1942. Un poco más de un año más tarde consiguió entrar en el Imperial College, donde estudió hasta el final de la guerra, siendo el mejor de su año en el examen final. Obtuvo un doctorado en 1948, después de haber estudiado compuestos acetilénicos bajo la dirección de Ian Heilbron y ERH Jones.
Sondheimer se mudó a Harvard en 1948 para unirse al grupo de Woodward en su proyecto sobre la síntesis de esteroides. Luego se mudó, a principios de 1952, a Syntex en la Ciudad de México para suceder a Carl Djerassi como jefe de investigación. Durante su estadía de cuatro años, ayudó a crear rutas cortas y directas a la cortisona, y a todas las principales hormonas sexuales. Disfrutó mucho de su tiempo allí y fue muy querido y respetado. Exploró gran parte de la región en su propio avión Beechcraft Bonanza.
En 1956, a los 30 años, Sondheimer fue nombrado director del Departamento de Química Orgánica del Instituto Weizmann. Formó un equipo fuerte y "volvió a su antiguo amor, la química del acetileno, como base para su contribución más original y fundamental, la química de los anulenos".
En 1963 aceptó, y luego rechazó, la oferta de una prestigiosa cátedra en la Universidad de Chicago, aceptando en su lugar una de las recién creadas Cátedras de Investigación de la Royal Society en la Universidad de Cambridge. Tenía una libertad considerable, creó un gran grupo internacional y fue nombrado miembro del Churchill College. No obstante, no estaba contento en Cambridge y se transfirió en 1967 al University College London. En mayo de ese año fue elegido miembro de la Royal Society. Su cita de miembro decía: El profesor Sondheimer se distingue por su trabajo sobre la síntesis total de una variedad de productos naturales, la síntesis parcial de hormonas esteroides y análogos, y especialmente por su síntesis de la clase hasta ahora desconocida de compuestos macrocíclicos insaturados conjugados que ha llevado a algunas conclusiones teóricas interesantes. Sobre estos temas ha publicado hasta ahora 167 artículos. Sin embargo, los problemas de financiación, la dificultad de reclutar estudiantes posdoctorales extranjeros y su enfoque continuo en áreas de investigación ahora pasadas de moda contribuyeron a que este no fuera un capítulo satisfactorio en su carrera.
Franz Sondheimer sufría de depresión prolongada. Murió el 11 de febrero de 1981 en su oficina del Laboratorio Stauffer de Stanford, donde había estado de año sabático. Aparentemente se habría suicidado tomando cianuro.
Los estudiantes notables de Sondheimer incluyen a K. C. Nicolaou, Raphael Mechoulam, Timothy Walsgrove y Henry N. C. Wong.

## Premios y distinciones
- En 1960, Sondheimer fue galardonado con el Premio Israel, en Ciencias exactas.[9]
- En 1961, recibió la medalla y el premio Corday-Morgan .
- En 1967, fue elegido miembro de la Royal Society.